# Grigorij Korganow
Grigorij Nikołajewicz Korganow (Korganiszwili/Korganian) (ros. Григорий Николаевич Корганов (Корганишвили/Корганян), ur. 18 lipca?/30 lipca 1886 w Tyflisie, zm. 20 września 1918) – jeden z liderów Komuny Bakijskiej, rewolucjonista.

## Życiorys
Od 1905 związany z ruchem rewolucyjnym, 1907 podjął studia na Uniwersytecie Moskiewskim, z którego został usunięty za działalność rewolucyjną. Po odbyciu służby wojskowej w 1914 ukończył studia na Wydziale Historyczno-Filologicznym Uniwersytetu Moskiewskiego, został zmobilizowany na Front Kaukaski, jako oficer prowadził propagandę bolszewicką wśród żołnierzy. Po rewolucji lutowej był jednym z organizatorów samorządu armijnego, kierował bolszewicką frakcją na 1 Zjeździe Armii Kaukaskiej, od marca 1918 był członkiem Komitetu Rewolucyjnej Obrony Baku, od kwietnia 1918 ludowy komisarz ds. wojskowo-morskich Bakijskiej Rady Komisarzy Ludowych. Wiosną i latem 1918 dowodził operacjami bojowymi wojsk rewolucyjnych, we wrześniu 1918 został rozstrzelany wraz z 25 innymi komisarzami bakijskimi przez eserowców i angielskich interwentów.